# Quốc hội Séc
Quốc hội Cộng hòa Séc (tiếng Séc: Parlament České republiky) là cơ quan lập pháp lưỡng viện của Séc, gồm Thượng viện và Hạ viện. Trụ sở Quốc hội tại Phố nhỏ Praha, Praha.